# Argos (stad)
Argos (grekiska: Άργος, Árgos, IPA: ˈarɣos) är en stad i Grekland på Peloponnesos nära Nafplion, som under historien har varit dess hamn och har fått namn efter Nauplios.

## Namn
Regionen runt Argos kallas Argolis. Invånarna i Argos kallades Αργεῖοι eller argīvī på latin, därav kallas de argiver eller argaver på svenska. Argiver var även ett av namnen som Homeros använde när han beskrev de greker som belägrade Troja. Namnet är förgrekiskt ("pelasgiskt"), vilket även namnet på dess akropolis, Larissa, är. Aitiologin härleder namnet från dess mytiske grundare, Argos som var son till Zeus och Niobe (se även Danaus).
En neolitisk boplats låg nära Argolis centrala helgedom, sedermera flyttad 45 stadier från Argos, närmare Mykene. Helgedomen helgades åt den "Argaviska Hera". Den viktigaste festivalen i detta tempel var Hekatombaia, en av Argos stora festligheter i sig. Walter Burkert (Homo necans, s. 185) sammankopplar festivalen med myten om hur Argos Panoptes blev dödad av Hermes. Det har spekulerats i om Hermes epitet Argeifontes, som mycket tidigt troddes betyda "Argus-dödaren", faktiskt har någon koppling till adjektivet argós ("skimrande" eller "snabb" från roten arg- (protoindoeuropeiska *arǵ-, varifrån också argyros, silver, skulle komma), med betydelsen "ljust skinande" eller liknande, och endast på långt håll sammankopplat med toponymen eller den mytologiske Argos.
Argos var ett starkt fäste under mykensk tid och tillsammans med de närbelägna Mykenes och Tiryns akropolis blev det mycket tidigt en bosättning, tack vare dess viktiga position mitt på den fruktsamma Argolisslätten. Under homerisk tid tillhörde det en av Agamemnons anhängare och gav då namn åt det omkringliggande området; Argoliden som romarna sedan kallade Argeia. Argos inflytande övergick till Sparta efter 500-talet f.Kr. Eftersom staden vägrade att delta i de persiska krigen fnyste de flesta andra stadsstaterna åt Argos. Staden förblev dock neutral, eller, tidvis, en av Atens ineffektiva allierade under 400-talet f.Kr. och kampen mellan Sparta och Aten.
Bland Argos mytologiska kungar märks Inachos, Foroneios, Argos, Agenor, Triopas, Iasos, Krotopos, Sthenelas, Pelasgos (även känd som Gelanor), Danaios, Lynkeios, Abas, Akrisios, Proteios, Megapénthês, Perseus, Argeios och Anaxagoras. Efter detta hade staden alltid tre kungar samtidigt, en som var ättling till Bias, en till Melampos och en till Anaxagoras. Melampos efterträddes av sin son Mantios följd av Oikles och Amfiaraios. Melampos ätt varade fram till bröderna Alkmaion och Amfilochos, som deltog i det trojanska kriget. Bias efterträddes av sin son Talaios, följd av dennes son Adrastos som, tillsammans med Amfiaraios, ledde de ödesdigra Sju mot Thebe. Anaxagoras efterträddes så av sin son Alektor, följd av Ithis, som i sin tur lämnade riket år sin brorson Sthenelos, som var son till hans bror Kapaneios. Denna ätt varade längre än Bias' och Melampos' och slutligen återförenades kungariket under sin siste regent, Kyanippos.

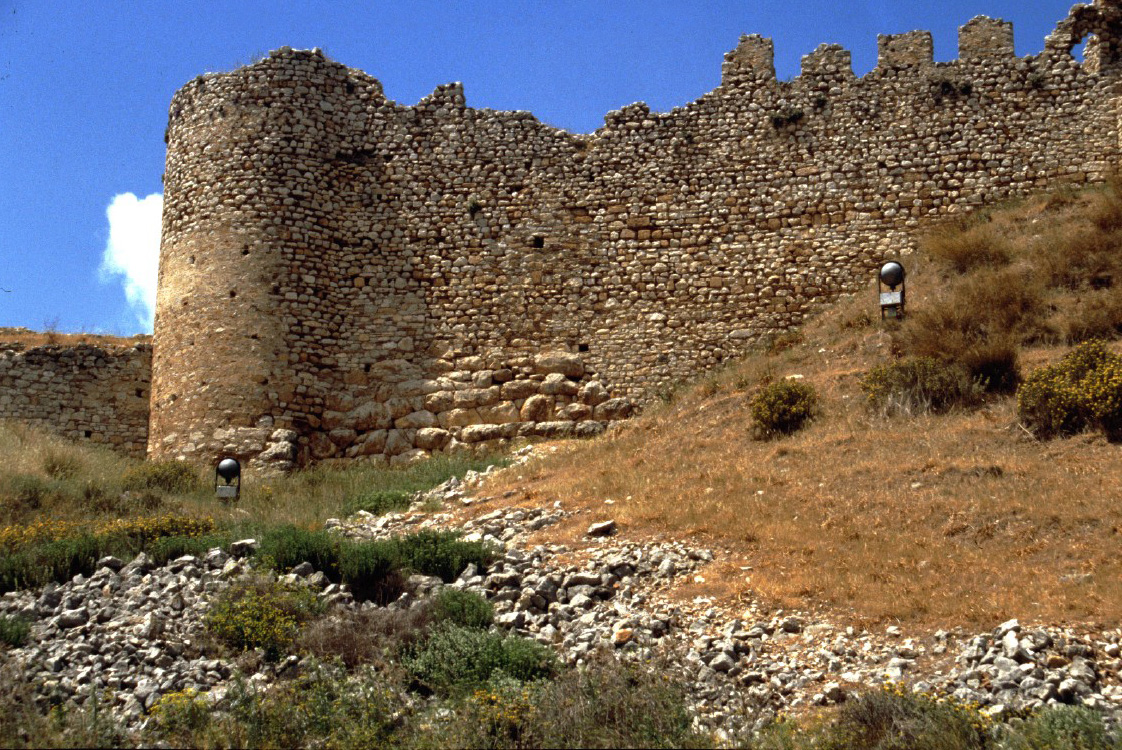
Borgen Larissa

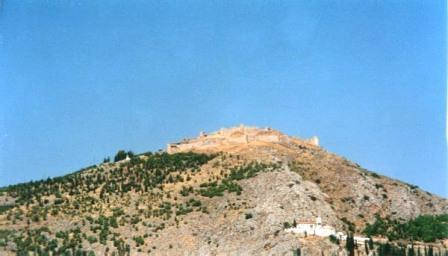
Larissa

### Medeltidens Argos
Under 1100-talet byggdes ett slott på Larissakullen - platsen för antikens akropolis - kallat Kastro Larissa. Argos föll först i korsfararnas och sedan i venetianerns händer samt intogs av Osmanska riket 1463. Francesco Morosini erövrade det för Venedigs räkning 1686, men det återtogs av osmanerna 1716.
I början av det grekiska frihetskriget, då många små olika republiker grundades på olika platser i landet, utropades "Konsulatet Argos" den 26 maj 1821, under Peloponnesos senat. Det hade ett ensamt statsöverhuvud, benämnt konsul, från 28 mars till 26 maj 1821 och denne hette Stamatellos Antonopoulos. Senare accepterade Argos den enade provisionsgeringen i den första nationalförsamlingen i Epidauros och blev så småningom en del av Kungariket Grekland.

### Nutidens Argos
Staden Argos är centralort i provinsen med samma namn, som är en av de tre delarna av Argolisprefekturen. Enligt den grekiska folkräkningen 2001 har staden en befolkning på 27.550 invånare. Det är den största staden i prefekturen, en av de få prefekturerna i Grekland där prefekturhuvudstaden inte är den största staden, befolkningsmässigt sett.
Många lämningar från den antika staden finns kvar och är populära turistmål. Jordbruk är dock den viktigaste inkomstkällan i området, med citrusfrukter som den viktigaste grödan. Oliver är också populära här.

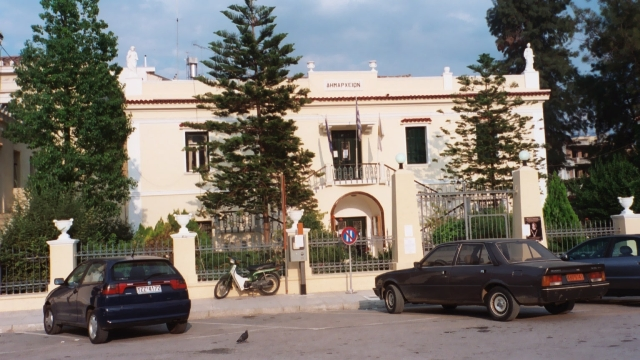
Argos demarkheio - stadshuset.

Argos har en järnvägsstation (Kalamata - Tripoli - Korinth), och ett fotbollslag. Argos arkeologiska museum inhyser antika föremål inte bara från de viktigaste utgrävningsplatserna i staden (inklusive teatern och agorat) men även från Lerna.
En stor del av befolkningen i Argos härstammar från ca 30 assyriska familjer som flydde från dåvarande Osmanska riket och bosatte sig i Argos 1922. De pratar alla grekiska idag och är assimilerade greker.

## Kända personer från Argos
- Ageladas (500- och 400-talet f.Kr.).
- Polykleitos (400- och 300-talet f.Kr.) skulptör.
- Polykleitos den yngre (300-talet f.Kr.) skulptör.